# Pepper's Ghost
Pepper's Ghost es el decimonoveno álbum del virtuoso pero excéntrico guitarrista Buckethead.

El álbum presenta un sonido más limpio y más estructurado que el de sus álbumes anteriores The Elephant Man's Alarm Clock y Crime Slunk Scene.

## Canciones
1. Pepper's Ghost - 5:00
2. Carpal Tunnel Slug - 3:05
3. Magua's Scalp - 3:56
4. Imprint (Dedicated To Takashi Miike) - 4:00
5. Goblin Shark - 2:20
6. Brewer In The Air - 3:52
7. Exit 209 - 3:55
8. Plankton - 4:13
9. The Hills Have Headcheese - 3:44
10. Bag Some Game - 0:56
11. Towel In The Kitchen - 2:31
12. Callbox - 4:16
13. Embalming Plaza - 3:27

## Créditos
1. Dan Brewer Monti - Producción, Programación y Bajo
2. Buckethead - Rompe Hielo
3. Gracias a the Towel por su apoyo y su inmersión en los videojuegos
4. Stacey Taylor - foto de pollos
5. P-Sticks - foto de diagrama